# Dimos Kastellorizo
Kastellorizo (Kastelorizo, Megisti) är en kommun i Grekland.   Den ligger i prefekturen Nomós Dodekanísou och regionen Sydegeiska öarna, i den östra delen av landet, 600 km öster om huvudstaden Aten. Antalet invånare är 403. Kastellorizo ligger på ön Nísos Megísti.